# Lago di Neves
Il lago di Neves (Neves-Stausee o Neveser See in tedesco) si trova in cima alla valle dei Molini, una valle laterale della valle Aurina, in Alto Adige.
Per raggiungere il lago, dal paese di Selva dei Molini, si raggiunge il paesino di Lappago (Lappach), a 1.430 metri s.l.m..
Da qui la soluzione migliore è quella di effettuare un'escursione a piedi, in circa un'ora, per raggiungere il lago. L'alternativa è quella di proseguire in macchina, percorrendo una strada di 5 chilometri ripida e stretta, e non sempre aperta (soprattutto nelle stagioni invernali).
Il lago, con il suo attiguo parcheggio, è per gli appassionati escursionisti anche un importante punto di partenza per svariate gite in alta montagna. È infatti possibile raggiungere il rifugio Passo Ponte di Ghiaccio e il Rifugio Gran Pilastro, per poi raggiungere la vetta del Gran Pilastro (3.510 m).

## La diga
Il lago di Neves è in realtà un lago artificiale e la sua diga è la più alta dell'Alto Adige: è alta 94,66 metri, di 8 metri superiore rispetto alla diga del Lago Verde (Grünsee) nel Comune di Ultimo. La diga è gestita da Alperia

## Dati dello sbarramento
- Anno di inizio lavori: 1962
- Anno di fine lavori: 1963
- Tipologia: diga a cupola
- Volume dell'invaso: 14 000 000 m³
- Quota di fondazione: 1767 m s.l.m.
- Quota del coronamento: 1857,50 m s.l.m.
- Sviluppo del coronamento: 240 m s.l.m.
- spessore alla base: 14 m
- Spessore al coronamento: 2,50 m
- Volume di calcestruzzo: 105 000 m³